# Tioli

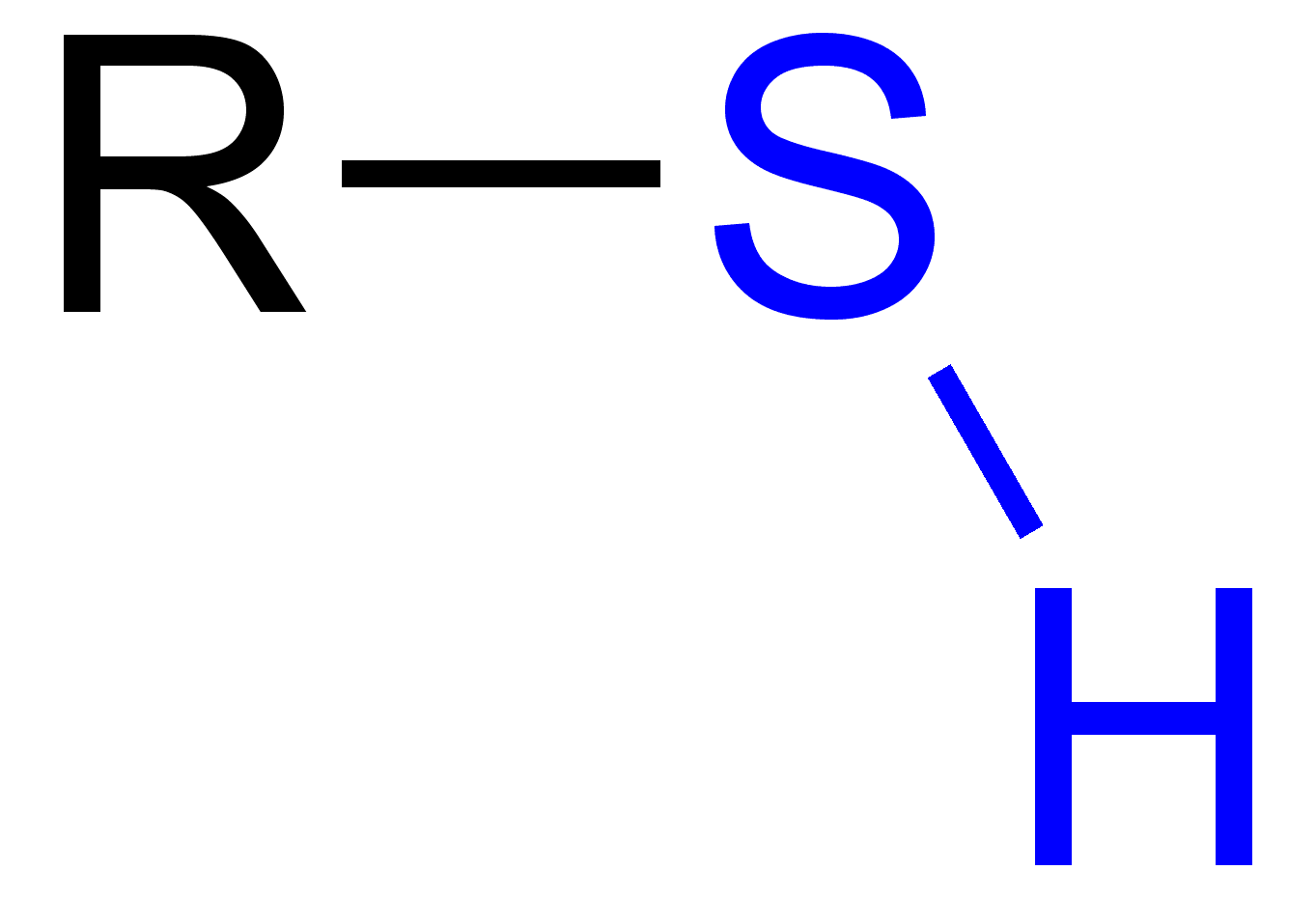
Struttura generale dei tioli con in blu il gruppo funzionale solfanile.

Il metantiolo è il più semplice dei mercaptani

I tioli (tioalcoli o mercaptani) sono composti organici assimilabili ad alcoli in cui l'atomo di ossigeno è stato sostituito da un atomo di zolfo,  aventi quindi formula generale R-SH. Il gruppo funzionale –SH viene denominato come gruppo tiolo o come gruppo solfanile (o solfidrile).
Caratteristica comune a quasi tutti i tioli è il possedere un intenso odore sgradevole. Semplici tioli vengono aggiunti al metano, inodore e incolore, come "odorizzanti", per poterne svelare eventuali fughe.
L'etimologia di mercaptano deriva dal latino [merc(urium) captan(s)], in quanto fu osservato che i composti contenenti gruppi solfidrilici si legano fortemente all'elemento mercurio. Sebbene tale nome non sia più usato correntemente, preferendosi il più moderno tiolo, fino al 1993 fu raccomandato dalla IUPAC il termine mercapto- come prefisso per il gruppo funzionale (-SH), successivamente fu sostituito da solfanil-.

## Sintesi
Sono sintetizzati trattando alogenuri alchilici con ioni solfidrato HS- in eccesso: 
{\displaystyle {\ce {R-X + HS- -> R-SH + X-}}}
Si formano anche nei vini per reazione di acido solfidrico con alcoli originando tioli con classici sentori odorosi di cipolla e aglio.

## Reattività
L'ossidazione di un tiolo è un processo reversibile che porta alla formazione di disolfuri R-S-S-R: il legame disolfuro è molto importante in alcune proteine, si pensi ad esempio che i capelli sono lisci o ondulati come conseguenza di variazioni strutturali dovute proprio ai ponti disolfuro. Inoltre i ponti disolfuro vengono utilizzati per sintetizzare piccole proteine cicliche alle quali danno maggiore rigidezza e maggiore stabilità metabolica (alcuni di questi si impiegano in chimica radiofarmaceutica, quali lo octreotide).
Come gli alcoli, i loro anioni R-S- danno reazioni di addizione nucleofila e sostituzione nucleofila, ma i tiolati sono dei nucleofili migliori rispetto agli alcolati, dato che le maggiori dimensioni dello zolfo rispetto all'ossigeno consentono di delocalizzare la carica elettrica negativa su una superficie più ampia e inoltre si adatta al sito d'attacco.
Per effetto della migliore distribuzione elettronica dello ione tiolato, i tioli risultano più acidi rispetto a corrispettivi alcoli. Questo spiega il valore di pKa intorno a 8-9 rispetto a quello degli alcoli (pKa circa 17).
Sempre per lo stesso motivo sono più reattivi nelle reazioni nucleofile. Esempio significativo è l'uso dell'1,2-etanditiolo per la protezione del gruppo carbonilico di aldeidi e chetoni nelle sintesi organiche.

## Analisi
Possono essere identificati con metodi spettrometrici come spettrometria di massa o cromatografia, o con metodi di reattività chimica che formano composti distinguibili per caratteristiche chimico fisiche del composto prodotto dalla reazione, come punto di fusione o colore (metodi colorimetrici). 

## Clinica
I tioli sono un intermedio che deriva dal metabolismo della metionina; il catabolismo di questo amminoacido avviene a livello epatico. 
In caso di insufficienza epatica (per esempio dovuta a cirrosi) il fegato non riesce a catabolizzare anche i tioli per concludere il ciclo catabolico. Ciò fa sì che questo composto sia eliminato senza ulteriori modifiche tramite urine e alito. Vista la presenza di zolfo l'eliminazione di questi composti determina la comparsa di un odore caratteristico particolarmente sgradevole. Ciò viene descritto con il termine "Foetor hepaticus" ed è un tratto distintivo dei pazienti cirrotici.

### Metodi colorimetrici
Il 6-cloromercurio-2-nitrofenolo reagisce a pH acidi anche con piccole quantità di tioli per dare un composto intensamente colorato.